# Partille
Partille ist ein Ortsteil im Ballungszentrum Göteborg und Teil des Tätorts Göteborg, hat aber den Status eines Hauptortes für die schwedische Gemeinde mit gleichem Namen.
Partille entstand um einen adligen Herrenhof. Heute kreuzen die Europastraße 20 und die Eisenbahnlinie von Göteborg nach Stockholm die Siedlung.

## Herrenhof Partille
Die Geschichte des Herrenhofes reicht bis ins 14. Jahrhundert zurück. Das bestehende Gutshaus wurde von David af Sandeberg, dem damaligen Direktor der Schwedischen Ostindischen Kompanie, in Auftrag gegeben. Als Architekt ist William Chambers angegeben, doch es wird vermutet, dass der Stadtarchitekt von Göteborg, Carl Wilhelm Carlberg, größeren Anteil am Bau hatte. Das Gebäude ist drei Stockwerke hoch und mit holländischen Ziegeln errichtet.

## Bahnhof Partille

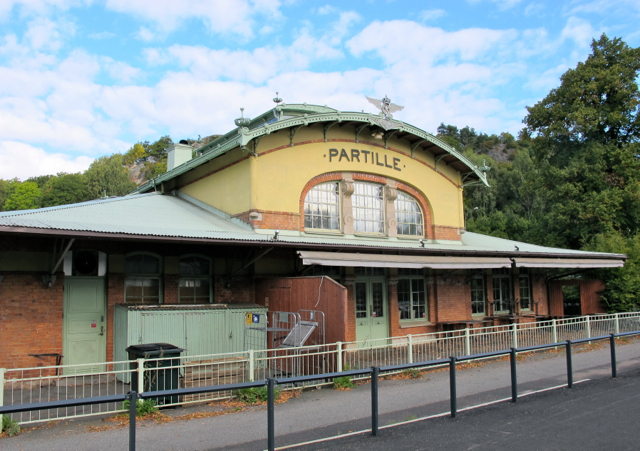
Bahnhof

Das Stationsgebäude entstand in der Mitte des 19. Jahrhunderts als eines der zehn Typmodelle, die Adolf W. Edelsvärd für die Schwedische Staatsbahn entworfen hatte.
Die untere Etage enthielt die Verkaufsräume, die Wartesäle, einen Wachraum und Bedienstetenwohnungen. Das Vestibül größerer Modelle wurde hier mit dem Wartesaal für die 3. Klasse zusammengelegt. Das Gebäude hat einige pittoreske Anbauten wie einen asymmetrischen Aufbau mit Uhrenturm und Akroterion.

## Veranstaltungen
- Der Partille Cup ist eines der größten Handballturniere der Welt für Jugendmannschaften und wird seit 1970 jährlich durchgeführt. 2006 nahmen 14.500 Jugendliche aus 50 Ländern teil, die auf 900 Mannschaften verteilt waren. In neuerer Zeit werden die Spiele auch in anderen Stadtteilen Göteborgs durchgeführt.
- Partillerocken ist ein jährlicher Wettbewerb für Rockgruppen, der seit 1992 besteht. Viele neue Bands erlangen durch die Veranstaltung einen höheren Bekanntheitsgrad.

## Galerie

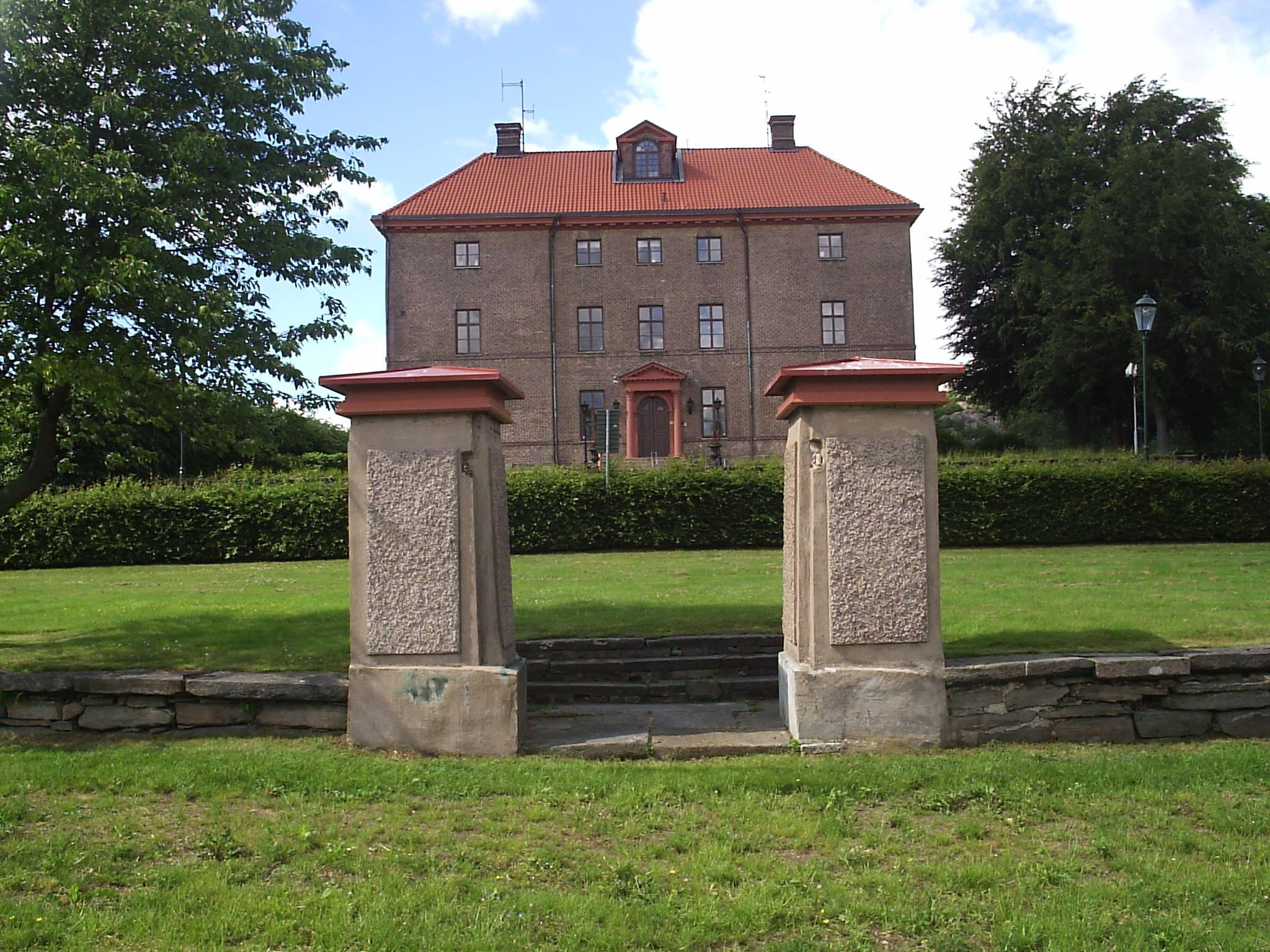
Herrenhof
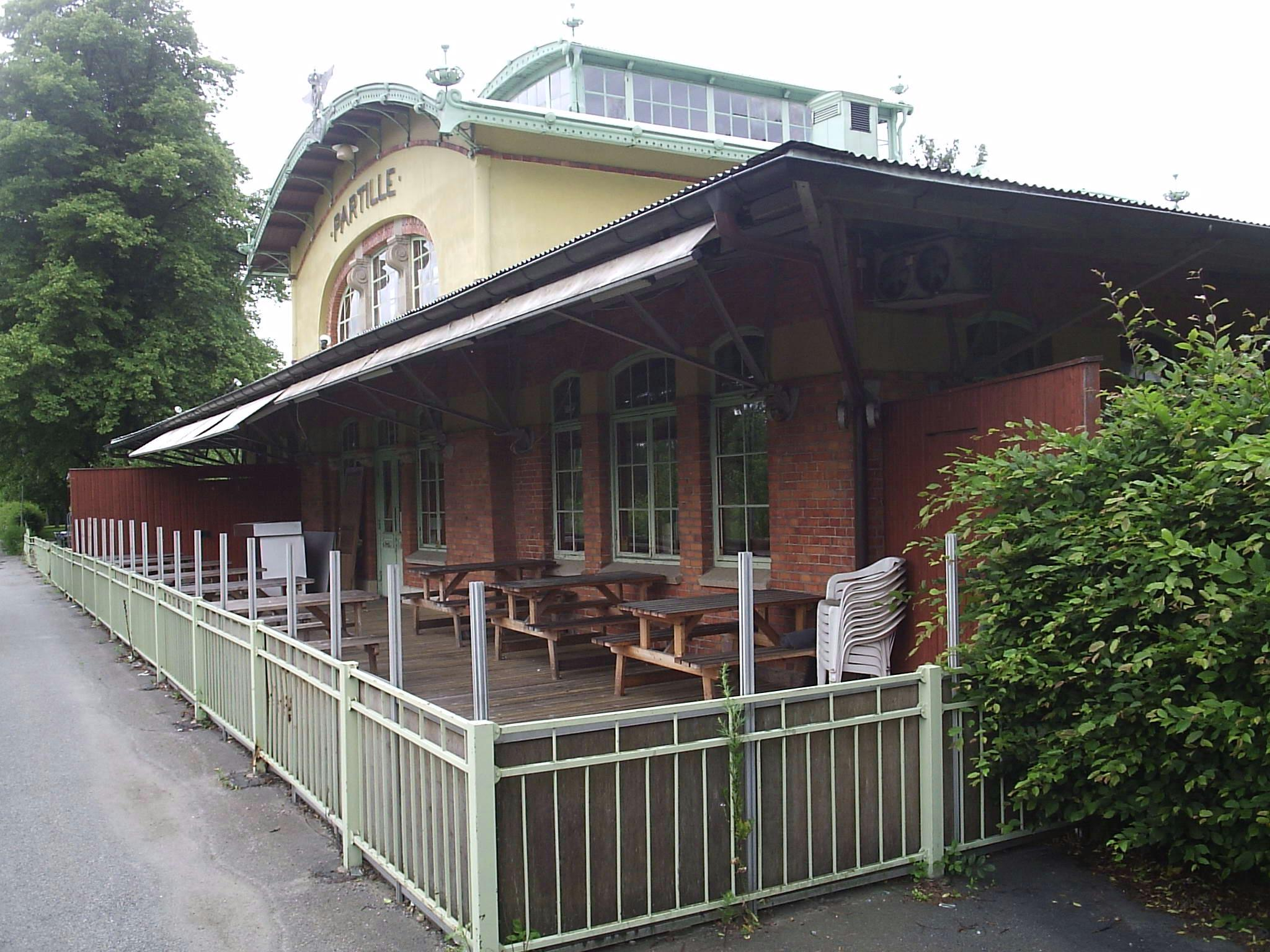
Bahnstation
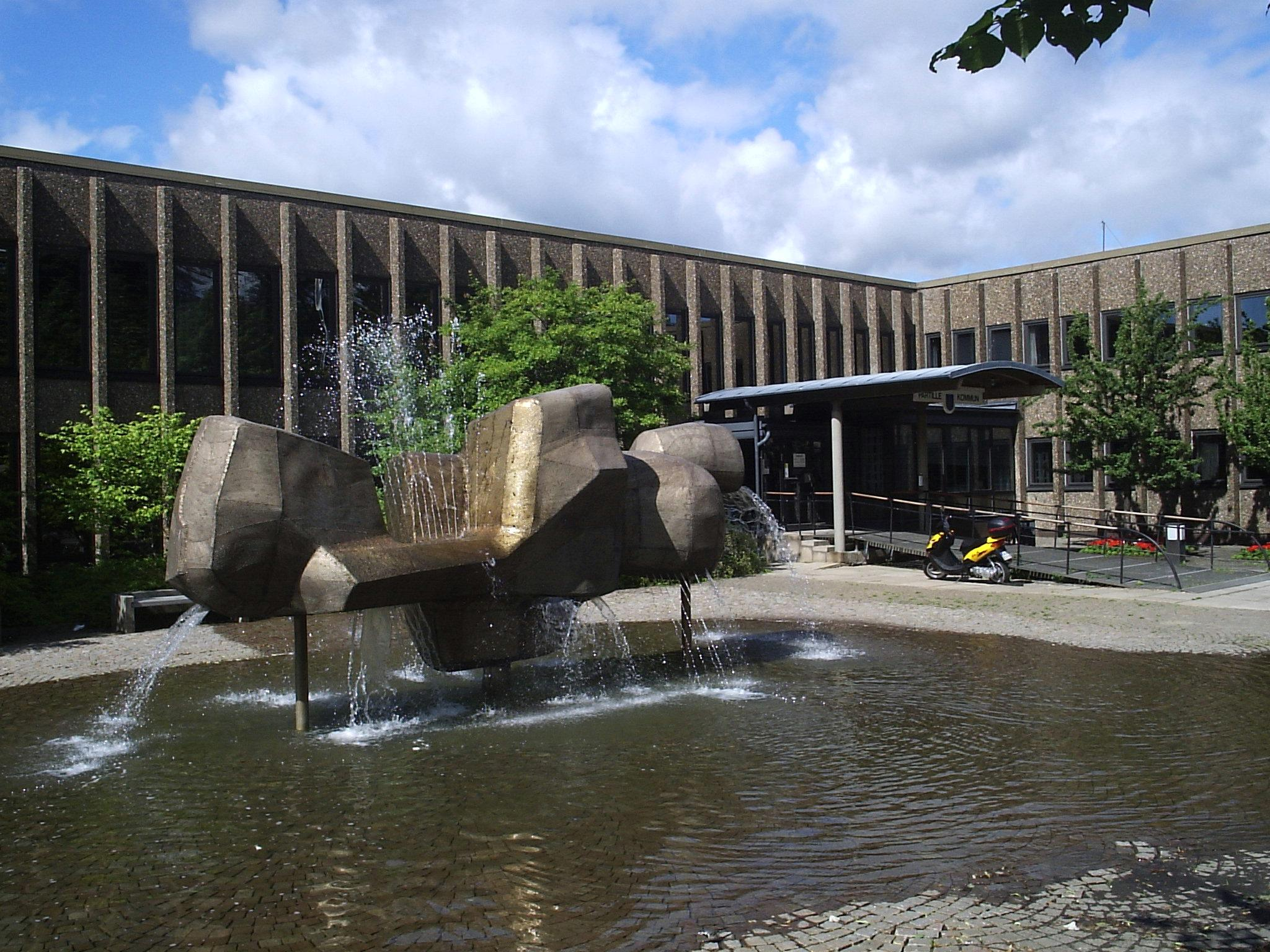
Gemeindeverwaltung
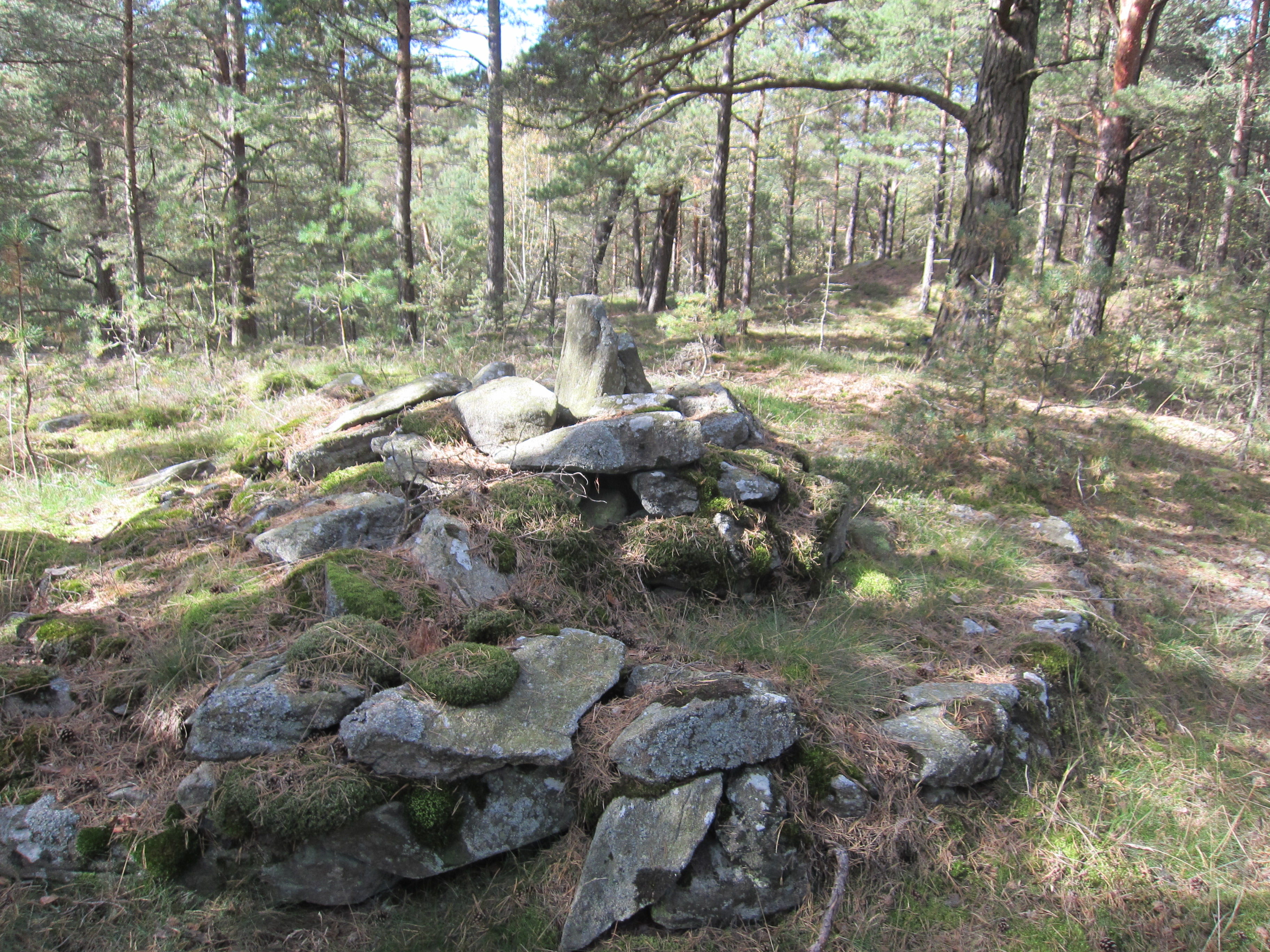
Röse

## Söhne und Töchter der Stadt
- Torsten Svensson (1901–1954), Fußballspieler
- Magnus Wassén (1920–2014), Regattasegler
- Elisabeth Falkhaven (* 1955), Politikerin
- Stefan Lövgren (* 1970), Handballspieler
- Petra Mede (* 1970), Moderatorin, Schauspielerin und Sängerin
- Carl Marcus Wallenburg (* 1973), deutsch-schwedischer Logistikwissenschaftler
- Robert Odén (* 1984), Handballspieler
- Patrik Fahlgren (* 1985), Handballspieler und -trainer
- Jessica Helleberg (* 1986), Handballspielerin
- Hanna Fogelström (* 1990), Handballspielerin
- Kent Robin Tønnesen (* 1991), norwegischer Handballspieler
- Jonathan Edvardsson (* 1997), Handballspieler
- Linn Hansson (* 1997), Handballspielerin
- Andreas Kramer (* 1997), Mittelstreckenläufer